# カール・アウグスト・メビウス

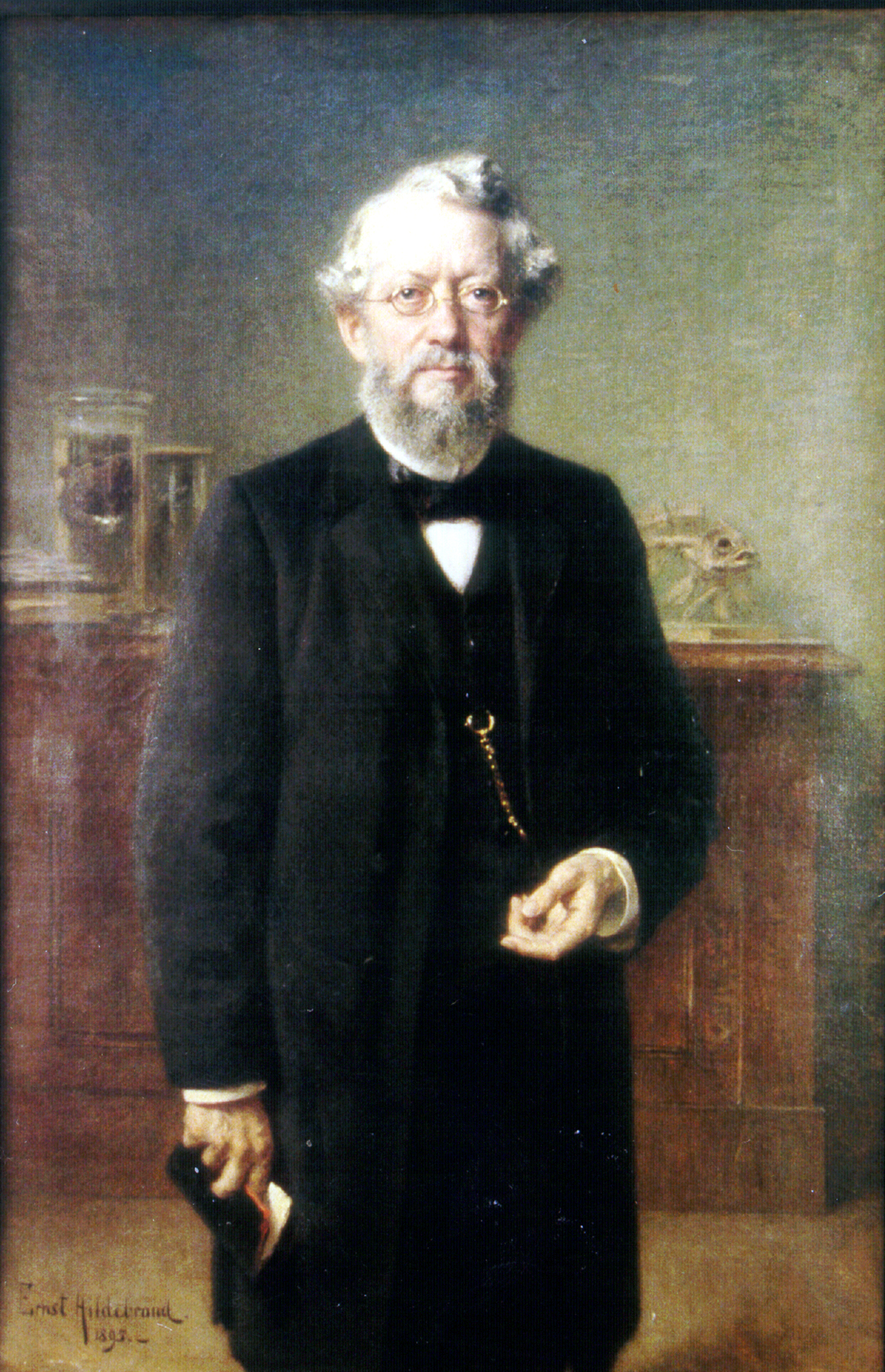
カール・アウグスト・メビウス
(画）エルンスト・ヒルデブラント, 1895

カール・アウグスト・メビウス（Karl August Möbius 、1825年2月7日 – 1908年4月26日）はドイツの動物学者である。生態学のパイオニアで、ベルリン自然博物館などで働いた。

## 略歴
ザクセンのアイレンブルクで生まれた。12歳から、教師になるの訓練を受け、1844年に資格試験に合格し、ハルツ山脈の北西のゼーゼンで教師として働き始めた。 1849年からベルリン大学で自然科学を学び、卒業後、ハンブルクの高校で動物学、植物学、鉱物学、地理学、物理学、化学を教えた。
1863年にドイツ初の海水水槽を造り、ハレ大学で博士号を得て、キール大学の動物学の教授となり、動物学博物館の館長となった。海洋生物を専門とし、マイヤー（Heinrich Adolph Meyer）と共著で1865年、1872年に2巻のキール湾の動物に関する著書、"Fauna der Kieler Bucht"を執筆した。
1868年から1870年の間、プロイセンの農業省の委託を受けて、キール湾でカキの養殖の研究を行った。鉄道の開設により、カキの輸出の需要が急増していた。この研究の成果は、2つの著作を生んだ。"Über Austern- und Miesmuschelzucht und Hebung derselben an der norddeutschen Küste" (1870,『ドイツ北部の沿岸地域でのカキとムール貝の養殖』）と"Die Auster und die Austernwirtschaft" （カキとカキの養殖」）はドイツ北部がカキ養殖の適地でないことを結論としたが、異なる生物間の相互関係を論じ、一定区域に生息する、生物種をまとめて考える、生物群集（biocoenosis）の概念を導入し、群集生態学（community ecology）の先駆的著作となった。
1888年にベルリン自然博物館の動物コレクションのディレクターとなり、ベルリン大学の分類学、動物地理学の教授となり、1905年に退職するまで教授職を続けた。